# Irakische Verfassung von 2005
Die aktuelle Verfassung des Irak wurde am 15. Oktober 2005 per Volksentscheid mit 78 % angenommen. Sie ersetzte die seit 2004 geltende Übergangsverfassung. Zuvor, am 28. August 2005, war der Entwurf bereits vom Parlament angenommen worden.
Die Kommission, die die Verfassung erarbeitete, stand oft vor scheinbar unlösbaren Entscheidungen. Denn in der Kommission standen die Vertreter der Sunniten einige Male davor sich zurückzuziehen. Das hätte zur Folge gehabt, dass die sunnitischen Iraker mit Nein gestimmt hätten, und so die Verfassung nicht angenommen worden wäre. Schließlich nahmen am Ende auch nur drei der achtzehn sunnitischen Vertreter an der Unterschriftenzeremonie teil; keiner unterschrieb den Verfassungsentwurf.

## Referendum
Nicht nur für Iraker verwirrend erscheint der Streit um die Auszählung in der sunnitischen Provinz Ninawa. Der Gouverneur der Provinz hatte das amtliche Ergebnis der Auszählung in seiner Provinz nach Bagdad gemeldet: es hieß dort, „dass der Entwurf für eine neue Verfassung dort von einer großen Mehrheit der Wähler abgelehnt worden sei und damit auch insgesamt gescheitert sei“. Die Wahlkommission in Bagdad dementierte indessen. Ihr Sprecher, Farid Ajar, sagte den wartenden Journalisten: „Uns liegt noch kein Ergebnis vor und niemand außer der unabhängigen Wahlkommission hat das Recht, Resultate zu veröffentlichen.“ Die Veröffentlichung wurde verschoben, da es „Probleme bei der Auszählung“ gegeben habe. Condoleezza Rice erklärte später, die Verfassung sei „wahrscheinlich angenommen“ worden; ein Alleingang, der bei offiziellen Stellen für Unmut sorgte. Das Thema verschwand kurzzeitig völlig aus den Medienberichten.
Nachdem zwischenzeitlich Zweifel herrschte, ob die Verfassung nicht doch durch drei Provinzen abgelehnt worden sei, meldeten am 25. Oktober 2005 die Nachrichtenagenturen, dass der Verfassungsentwurf gebilligt worden sei; in der Provinz Ninawa hätten 55 % der Wähler die Verfassung abgelehnt, damit aber die Zwei-Drittel-Mehrheit verfehlt, die ihre Provinz zum ausschlaggebenden Faktor einer endgültigen Ablehnung gemacht hätte. Die Neue Zürcher Zeitung schrieb: „Die Neuauszählung in Ninive bestätigte dennoch die Zweifel am ursprünglich für diese Provinz verkündeten Ergebnis, wonach die Verfassung dort von 78 Prozent der Wähler angenommen worden war“.
Die Art der Berichterstattung und die Umstände der Nachauszählung lassen eine Wahlfälschung möglich erscheinen. Saleh al-Mutlaq, einer der sunnitischen Verhandlungsführer, sprach der BBC gegenüber von einer „Farce“. George W. Bush dagegen lobte das Resultat und wertete es als neuen Beweis, dass „die Iraker eine Demokratie bauen werden, vereinigt gegen Extremismus und Gewalt“.

## Inhalt

### Präambel
Im Namen Gottes des Gnädigen, des Barmherzigen
„Wahrlich, wir haben die Kinder Adams geehrt“ (Koran 17:70)
Wir, die Söhne Mesopotamiens, Land der Propheten, Ruhestätte der heiligen Imame, führend in der Zivilisation und Erfinder des Alphabets, Wiege der Arithmetik: in unserem Land wurde das erste angewandte Gesetz der Menschheit geschrieben; in unserer Nation wurde der edelste Zeitraum der Gerechtigkeit in der Politik der Nationen festgelegt; auf unserem Boden beteten die Anhänger des Propheten und die Heiligen, die Philosophen und die Naturwissenschaftler verfassten Theorien, und die Schriftsteller und Dichter schufen ihre Werke.
In Anerkennung des göttlichen Rechts über uns; dem Ruf unserer Nation und unserer Bürger gehorchend; dem Ruf unserer religiösen und nationalen Führer und der Beharrlichkeit unserer großen religiösen Autoritäten und unserer Führer und Reformer folgend, begaben wir uns zu Millionen erstmals in unserer Geschichte an die Wahlurnen, Männer und Frauen, Jung und Alt, am 30. Januar 2005, und gedachten dabei der schmerzlichen Erfahrungen der fanatischen Unterdrückung der Mehrheit durch die despotische Gruppe; angespornt durch das Leiden der Märtyrer Iraks – Sunniten und Schiiten, Araber, Kurden und Turkomanen, und der verbliebenen Brüder in allen Gemeinschaften – angespornt durch die Ungerechtigkeit gegen die heiligen Städte im Volksaufstand und gegen die Sümpfe und anderen Orte; in Erinnerung an die Todeskämpfe der nationalen Unterdrückung in den Massakern von Halabdscha, Barzan, Anfal und gegen die Faili-Kurden; angespornt durch die Tragödien der Turkomanen in Baschir und das Leiden der Menschen in der Westregion, welche die Terroristen und ihre Verbündeten als Geiseln nehmen und von der Teilnahme an den Wahlen und der Errichtung einer Gesellschaft des Friedens, der Brüderlichkeit und Zusammenarbeit abhalten wollten, damit wir einen neuen Irak schaffen können, einen Irak der Zukunft, ohne Fanatismus, rassische Auseinandersetzungen, Regionalismus, Diskriminierung oder Isolierung.
Terrorismus und Takfir (die Bezeichnung eines anderen als Ungläubigen) haben uns nicht daran gehindert vorwärts zu schreiten, um eine Nation des Rechts aufzubauen. Fanatismus und Rassismus haben uns nicht davon abgehalten, zusammen zu marschieren, um unsere nationale Einheit zu stärken, Wege zu einer friedlichen Machtübergabe zu errichten, uns eine Art und Weise zur gerechten Verteilung des Reichtums und zur Erteilung gleicher Möglichkeiten für alle anzueignen.
Wir, die Menschen des Irak, neu erstanden aus unseren Katastrophen und mit zuversichtlichem Blick in die Zukunft durch ein demokratisches, föderales, republikanisches System, sind fest entschlossen – Männer und Frauen, Jung und Alt – die Herrschaft des Gesetzes anzuerkennen, die Politik der Aggression zu verwerfen, Frauen und ihre Rechte, die Älteren und ihre Bedürfnisse, die Kinder und ihre Angelegenheiten zu beachten, die Kultur der Vielfältigkeit zu verbreiten und den Terrorismus zu entschärfen.
Wir sind die Menschen des Irak und verpflichten uns, in all unseren Formen und Gruppierungen unsere Verbindung frei und aus eigener Wahl aufzubauen, aus den Lektionen der Vergangenheit für die Zukunft zu lernen, diese permanente Verfassung aus dem Blickwinkel der hohen Werte und Ideale der himmlischen Botschaften und der Entwicklungen der Wissenschaft und menschlichen Zivilisation niederzuschreiben und uns an diese Verfassung zu halten, welche die freie Verbindung von Menschen, Land und Souveränität des Irak erhalten soll.

### Kapitel Eins: Grundlegende Prinzipien
Die wichtigsten Punkte sind:
- Der Irak ist eine unabhängige Nation und seine Staatsform ist demokratisch, föderal und repräsentativ.
- Der Islam ist die Staatsreligion und eine Grundlage der Gesetzgebung. Kein Gesetz darf verabschiedet werden, das gegen die Vorschriften des Islam und seines Rechtssystems verstößt.[4]
- Kein Gesetz darf verabschiedet werden, das gegen die Prinzipien der Demokratie verstößt. (Religionsfreiheit soll gewährt werden)
- Der Staat ist eine multiethnische Nation und hat als Staatssprachen Arabisch und Kurdisch. Daneben können die anderen Sprachen wie Turkmenisch, und das Syrisch-Aramäische als offizielle Sprache in den einzelnen Regionen gelehrt werden.[5]
- Verboten sind Terrorismus, ethnische Säuberung und die Baath-Partei
- Der Irak ist Teil der arabisch islamischen Welt.
- Der Staat hat eine Armee, die unter zivilem Kommando steht.

### Kapitel Zwei: Rechte und Freiheiten
Jeder Iraker hat das Recht auf Religionsfreiheit, Erziehung, Gesundheitsversorgung, persönliche Freiheit, Rechtsstaatlichkeit und Freizügigkeit.

### Kapitel Drei: Die föderalen Autoritäten
Dieses Kapitel gliedert sich in vier Teile, nämlich:
- Legislative: Die legislative Macht soll sich aus dem Repräsentantenrat und dem Bundesrat zusammensetzten.[6]
- Exekutive: Die Exekutive obliegt dem Präsidenten und dem Ministerrat und soll in Übereinstimmung mit der Verfassung und dem Gesetz agieren.[7]
- Judikative
- Unabhängige Einrichtungen

### Kapitel Vier: Rechte der föderalen Autoritäten
Die föderale Bundesregierung hat exklusive Rechte in den Bereichen:
- Außenpolitik
- Verteidigungspolitik
- Finanzen
- Postwesen, Radio, Standards
- Budget
- Wasser und Ölpolitik
- Wohlfahrtsprogramme

Daneben werden die anderen Rechte mit den Regionalregierungen zusammen bestimmt, wie Elektrizitätswesen, Umweltpolitik, Gesundheitswesen und Erziehung.

### Kapitel Fünf
Das Kapitel beschreibt die Pflichten und Rechte der autonomen Regionalregierungen. Entweder kann jede einzelne Provinz als autonom angesehen werden oder mehrere Provinzen schließen sich zu einer Region zusammen. Dazu reicht eine Zweidrittelmehrheit der Provinzregierung oder ein Zehntel der Bevölkerung in den betroffenen Provinzen.
Zurzeit gibt es nur die Kurdische Autonome Region. Geplant ist eine schiitische Region im Südirak, die aus drei Provinzen bestehen soll.

### Sonstiges
In der öffentlichen Wahrnehmung kaum diskutiert wurden die neugeschaffenen Rechte ausländischer Kapitalinvestoren. Während das Baath-Regime 1972 z. B. den Ölreichtum des Landes nationalisiert und irakische Mehrheiten an Ölgesellschaften vorgeschrieben hatte, ermöglicht die neue irakische Verfassung nunmehr – ebenso wie die zuvor von USA erlassene Übergangsverfassung, ausländischen Investoren, 100 % von Unternehmen dieser Schlüsselindustrie zu erwerben.

### Ergebnis vom 15. Oktober 2005
| Provinz        | Wählerzahl | Ja      | Nein    |
| -------------- | ---------- | ------- | ------- |
| al-Anbar       | 259.919    | 3,04 %  | 96,96 % |
| Erbil          | 830.570    | 99,36 % | 0,64 %  |
| Babil          | 543.779    | 94,56 % | 5,44 %  |
| Bagdad         | 2.120.615  | 77,70 % | 22,30 % |
| Basra          | 691.024    | 96,02 % | 3,98 %  |
| Dahuk          | 389.198    | 99,13 % | 0,87 %  |
| Dhi Qar        | 463.710    | 97,15 % | 2,85 %  |
| Diyala         | 259.919    | 96,96 % | 3,04 %  |
| Karbala        | 264.674    | 96,58 % | 3,42 %  |
| Kirkuk         | 542.688    | 62,91 % | 37,09 % |
| Maisan         | 254.067    | 97,79 % | 2,21 %  |
| al-Muthanna    | 185.710    | 98,65 % | 1,35 %  |
| Nadschaf       | 299.420    | 95,82 % | 4,18 %  |
| Ninawa         | 718.758    | 44,92 % | 55,08 % |
| al-Qadisiya    | 297.176    | 96,74 % | 3,26 %  |
| Salah ad-Din   | 510.152    | 18,25 % | 81,75 % |
| as-Sulaimaniya | 723.723    | 98,96 % | 1,04 %  |
| al-Wasit       | 280.128    | 95,70 % | 4,30 %  |
| Gesamt         | 9.852.291  | 78,59 % | 21,41 % |